# 馬伊什佩克
馬伊什佩克（斯洛維尼亞語： 發音：[ˈmaːi̯ʃpɛɾk]，又拼為 Majšperg），是斯洛維尼亞東北部馬伊什佩克市鎮的聚居地及行政中心。該地區是下施蒂里亞傳統地區的一部分，現在包括在波德拉夫統計區。

## 教堂
該定居點的堂區教堂是獻給聖尼古拉斯，屬於天主教馬里博爾總教區。它的歷史可以追溯到13世紀，但現在的教堂建於1639年。

## 外部連結
- Majšperk at Geopedia （页面存档备份，存于）
- Majšperk municipal site （页面存档备份，存于）